# Ceciliefeltet
Ceciliefeltet er et producerende oliefelt, der ligger i den danske del af Nordsøen.

## Historie
Efterforskningstilladelsen er givet i 1998 i forbindelse med 5. udbudsrunde som omfattede alle ikke-koncessionsbelagte områder vest for 6° 15' østlig længde, feltet blev fundet i 2000 og sat i drift i 2003. 

## Placering
Cecilie feltet ligger ca. 250km NV for Esbjerg.

## Opbygning
Feltet består af 3 produktionsbrønde og 1 vandinjektionsbrønd.

## Reservoiret
Reservoiret som olien hentes op fra, ligger på en dybde af 2200 m i sandsten af Paleocæn-alder.

## Data
Indtil nu (2012) er der produceret 1,070 mio. m3 olie og 0,076 mia. Nm3 gas samt 4,087 mio. m3 vand. Der er injiceret 0,854 mio. m3 vand.

## Operatør
Operatør på feltet er DONG E&P A/S. Akkumulerede investeringer 1,46 mia. kr.